# دیوید فرچیلد
دیوید فرچیلد (انگلیسی: David Fairchild; ۷ آوریل ۱۸۶۹ – ۶ اوت ۱۹۵۴) دانشمند در زمینه گیاه‌شناسی اهل ایالات متحده آمریکا بود.
وی همچنین برندهٔ جوایزی همچون جایزه کتاب ملی شده‌است.